# 羅布冰川
82°38′S 165°0′E / 82.633°S 165.000°E
羅布冰川（英語：Robb Glacier）是南極洲的冰川，全長約70公里，發源自克拉克森峰，流經索夫特貝德嶺東部，最終注入羅斯冰架，以新西蘭探險隊的團長命名。